# Bains de Pallacine
Les bains de Pallacine (en latin : Balnea Pallacinae) sont des bains publics d'époque républicaine situés à Rome, évoqués par Cicéron lors de son plaidoyer en faveur du fils de Sextus Roscius.

## Localisation
Dans son discours, Cicéron n'évoque que très brièvement les bains et ne précise pas où ils se situent. Il est possible qu'ils aient été construits à proximité du vicus Pallacinae qui tire son nom de l'activité des prostituées, mentionné par des fragments de sources plus tardives, d'époque chrétienne. Celles-ci mentionnent la construction d'une « basilique pallacine » en 336, identifiée à l'église Saint-Marc. Les bains qui devaient s'ouvrir sur ce vicus se situent donc probablement dans la Regio IX, à la limite nord-est du Circus Flaminius. Le vicus devait être perpendiculaire à la Via Lata et descendre vers le Tibre. Il est possible que son tracé corresponde à peu près à celui de l'actuelle via delle Botteghe Oscure.

## Fonction
Le statut de ces bains n'est pas clair. La dénomination de balnea laisse penser qu'il s'agit d'une possession d'un particulier qui l'exploite en l'ouvrant au public,. Une tessère en plomb retrouvée portant l'inscription « pallacin » pourrait être un jeton d'entrée de ces bains.

## Histoire
Cicéron évoque les bains lors de son premier discours devant une juridiction criminelle alors qu'il prend la défense de Sextus Roscius, fils du chevalier Sextus Roscius, notable d'Amérie. Ce dernier a été assassiné en 81 av. J.-C. près des bains de Pallacine (occiditur ad balneas Pallacinas) alors qu'il sortait d'une taverne,.